# Lotta Cordes
Lotta Cordes (* 27. April 2001 in Nienburg/Weser) ist eine deutsche Fußballspielerin. Seit Sommer 2025 steht sie beim FK Austria Wien unter Vertrag.

## Karriere

### Vereine
Bereits mit vier Jahren spielte Lotta Cordes beim SC Marklohe 63. In Marklohe spielte sie sich in die Niedersachsenauswahl und wechselte 2016 trotz eines Kreuzbandrisses zur B-Jugendmannschaft des VfL Wolfsburg. Cordes spielte dort in den Saisons 2016/17 und 2017/18 in der Staffel Nord/Nordost der B-Juniorinnen-Bundesliga. Nachdem sie in ihrer ersten Saison in fünf Punktspielen eingesetzt worden war, folgten in der zweiten Saison zwölf Punktspiele, in den sie zwei Tore erzielte. Als Staffelsieger 2018 zog sie mit ihrer Mannschaft in die Endrunde um die Deutsche B-Juniorinnen-Meisterschaft ein, an dessen Ende der Titel mit dem 4:1-Sieg über den 1. FC Köln errungen wurde; mit zwei Toren hatte sie maßgeblich dazu beigetragen.
Bereits in der Saison 2017/18 kam sie für die zweite Mannschaft des VfL Wolfsburg in 13 Punktspielen der Gruppe Nord der seinerzeit zweigleisigen 2. Bundesliga zum Einsatz. Ihr Debüt im Seniorinnenbereich gab sie am 29. Oktober 2017 (5. Spieltag) beim 2:0-Sieg im Auswärtsspiel gegen den FSV Gütersloh 2009 als Einwechselspielerin in der Nachspielzeit. Ihr erstes von zwei Saisontoren erzielte sie am 11. März 2018 (14. Spieltag) beim 4:0-Sieg im Auswärtsspiel gegen den BV Cloppenburg mit dem Treffer zum 3:0 in der 64. Minute. Bis zum Saisonende 2021/22 spielte sie noch 58 Mal und erzielte acht weitere Tore.
Von 2020 bis 2022 gehörte sie der ersten Mannschaft an, für die sie in ihrer ersten Saison ihre ersten neun Bundesligaspiele bestritt. Ihr erstes fand zum Saisonauftakt am 4. September 2020 beim 3:0-Sieg im Heimspiel gegen die SGS Essen statt, in dem sie in der 78. Minute für Ingrid Syrstad Engen eingewechselt wurde, ihr letztes in der Folgesaison am 11. Dezember 2021 (11. Spieltag) beim 1:1-Unentschieden im Auswärtsspiel gegen Bayer 04 Leverkusen. Des Weiteren bestritt sie fünf nationale Pokalspiele, mit denen sie Anteil an den späteren Pokalgewinnen hatte, und sechs internationale Pokalspiele in der Champions League für den Verein.
Um mehr Spielpraxis zu erlangen, wurde sie zur Saison 2022/23 vom Ligakonkurrenten 1. FC Köln verpflichtet, der sie mit einem bis zum 30. Juni 2024 an sich band. An den ersten zwölf Spieltagen wurde sie elfmal eingesetzt, sowie am 20. und 22. Spieltag. Des Weiteren bestritt sie drei Spiele im DFB-Pokalwettbewerb, in dem ihr im ersten, am 11. September 2022 beim 8:0-Zweitrundensieg bei der SV Elversberg mit dem Treffer zum 7:0 in der 65. Minute, ein Tor gelang.
Zur Saison 2025/26 wechselte sie zum FK Austria Wien.

### Auswahl-/Nationalmannschaft
Cordes kam als Spielerin für die U14-Auswahlmannschaft des Niedersächsischen Fußballverbandes vom 2. bis 5. Mai 2015 an der Sportschule Wedau in Duisburg vier Turnierspiele um den DFB-Länderpokal.
Als Nationalspielerin debütierte sie in der U19-Nationalmannschaft, die am 30. August 2019 in Wuustwezel das in Freundschaft ausgetragene Länderspiel gegen die U19-Nationalmannschaft Belgiens mit 3:0 gewann; sie wurde zur zweiten Spielhälfte für Leonie Köster eingewechselt. Zwei Tage später unterlag sie mit ihrer Mannschaft in Venray der U19-Nationalmannschaft der Niederlande mit 0:1. An zwei weiteren Siegen war sie am 2. und 8. Oktober 2019 in der ersten Runde der Qualifikation für die Europameisterschaft 2020 beim 8:0 über die U19-Nationalmannschaft Albaniens und beim 4:1 über die U19-Nationalmannschaft Portugals beteiligt.

## Erfolge
- Deutscher Meister 2022
- DFB-Pokal-Sieger 2021, 2022 (jeweils ohne Finaleinsatz)
- Deutscher B-Juniorinnen-Meister 2018